# Сліпий терор
Сліпий терор — трилер 2001 року.

## Сюжет
Коли у Сьюзан помер чоловік, гіркоту втрати їй допоміг подолати Кевін Массі. Але варто було Сьюзан вийти за нього заміж, як з нею почали відбуватися дивні і лякаючі події. Вона перетворилася на об'єкт полювання, в жертву таємничого переслідувача. Все почалося з зловісних телефонних дзвінків. І дуже скоро її життя виявилося під загрозою.